# ツガルコウモリ
ツガルコウモリ（津軽蝙蝠、学名：Parasenecio hosoianus）は、キク科コウモリソウ属の多年草。2009年に新種記載された。

## 特徴
根茎は直立から斜上する。茎は直立またはやや斜上し、上部はわずかにジグザクに屈曲して伸長し、高さは100-200cmになる。茎の上部には茶色の軟毛が密生する。根出葉は花時には枯れて存在しない。葉は茎に4-9個つき、表面は深緑色。茎の中部につく葉は草質、葉身は扁五角形状腎形で、長さ5-27cm、幅10-44cmになり、ごく浅く5裂し、裂片の先端は短くとがるが尾状に伸びることはなく、基部は広心形から切形になる。縁には粗い鋸歯がある。葉柄は長さ6-8cmになり、無毛で発達した翼があり、基部は明確に茎を抱き、耳は三角形または円形となる。
花期は9月。頭状花序は円錐状または総状に多数がつく。すべて両性の筒状花からなり、頭花の花柄は長さ5-10mmになる。総苞は狭筒型で長さ10-11mm、径3-4mm、総苞片は1列で8個あり、基部に腺点がある。1頭花は10-14個の筒状花で構成されており、花冠は黄色をおびた白色で長さは7-9mmになる。果実は長さ6-7mmになる円柱形の痩果で、無毛で稜が目立つ。冠毛は白色で長さ7-8mmになる。

## 分布と生育環境
日本固有種。本州の東北地方の白神山地（青森県、秋田県）とその周辺地域の特産の植物で、夏緑林の林床や林縁に生育する。

## 名前の由来
種小名（種形容語）hosoianus は、青森県の植物研究者で、本種の発見者である細井幸兵衛への献名である。

## 新種記載
青森県の植物研究者である細井幸兵衛は、門田裕一が2005年に新種記載したオガコウモリ Parasenecio ogamontanus Kadota が秋田県に隣接する青森県津軽地方にも分布することを門田に知らせた。2006年には多くの標本も細井から門田に送られた。しかし、男鹿半島特産とされたオガコウモリと津軽で採集されたコウモリソウ属は、葉などは似ているが葉柄の基部の抱茎のようすに若干の違いがあり、既知種とは異なると考えられた。2007年9月には、門田と細井らによって、青森県とその周辺地域でフィールド調査が行われた。その結果、これらは未記載種であることがわかり、主に青森県の日本海側（津軽地域）に分布していることが明らかになった。青森県西津軽郡深浦町で2007年9月に採集したものをタイプ標本とし、門田は、2009年2月にこの種を新種として記載発表した。

## ギャラリー

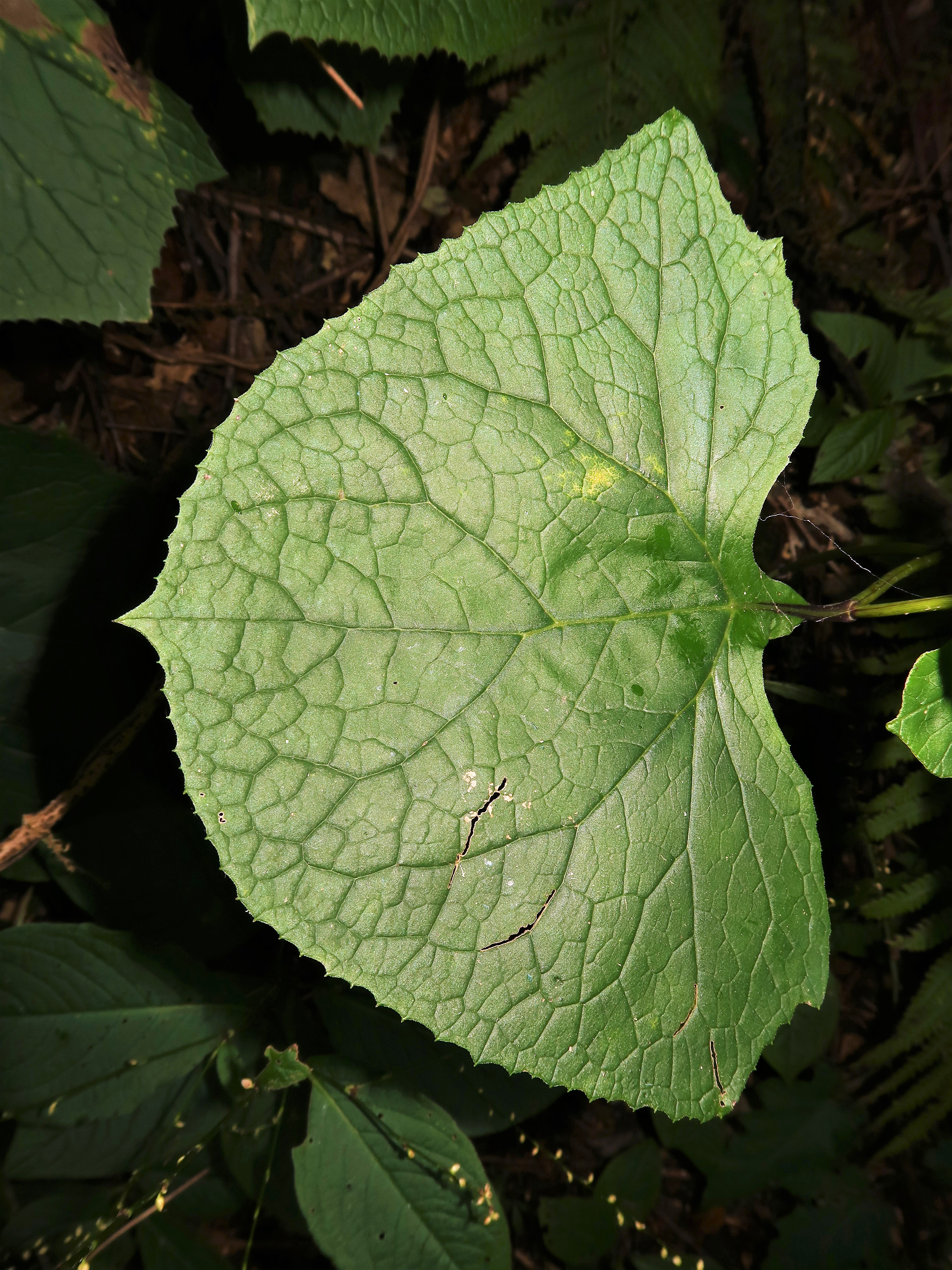
葉の表面は深緑色。5浅裂し、裂片の先端は短くとがる。
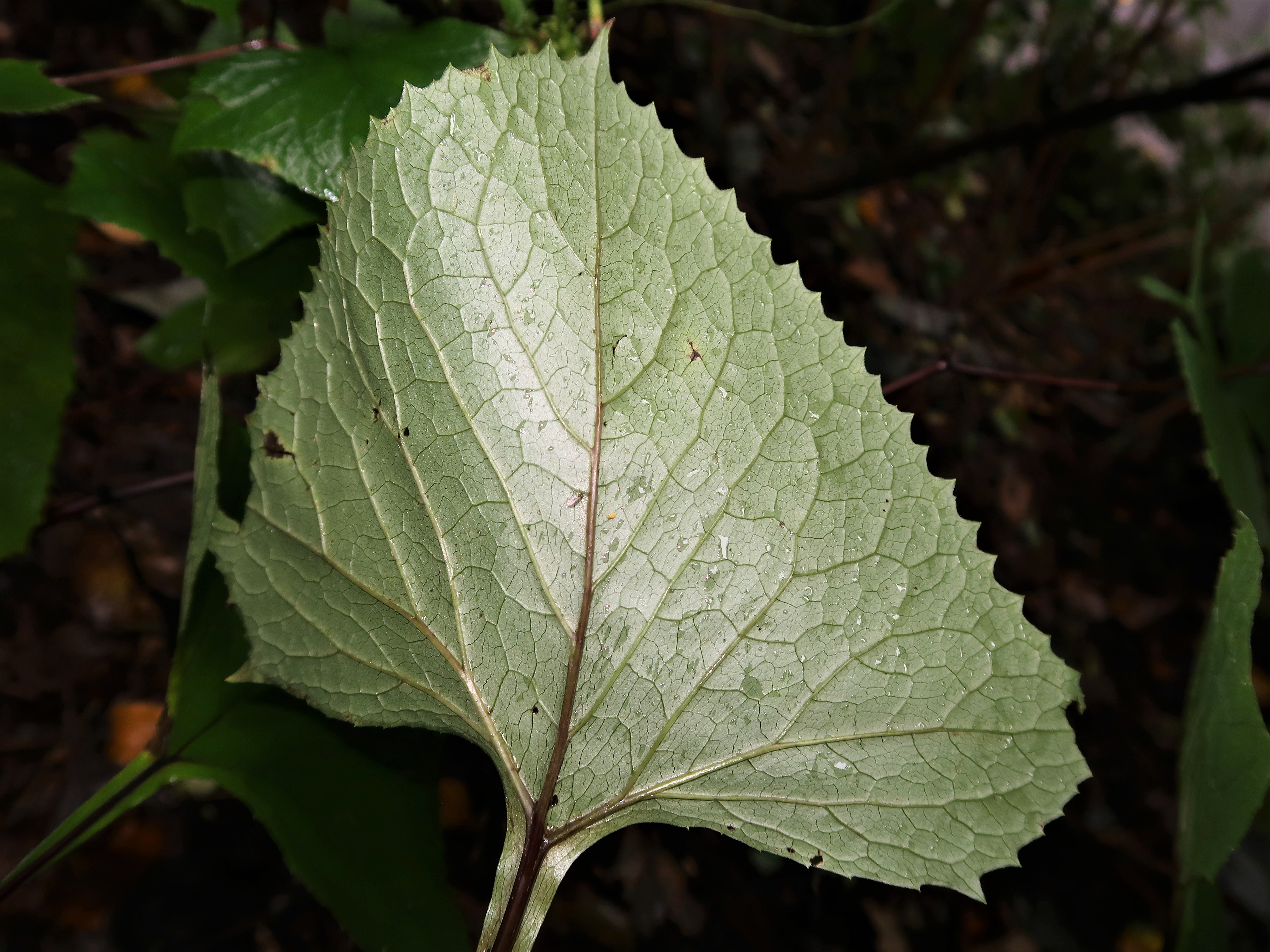
葉の裏面。
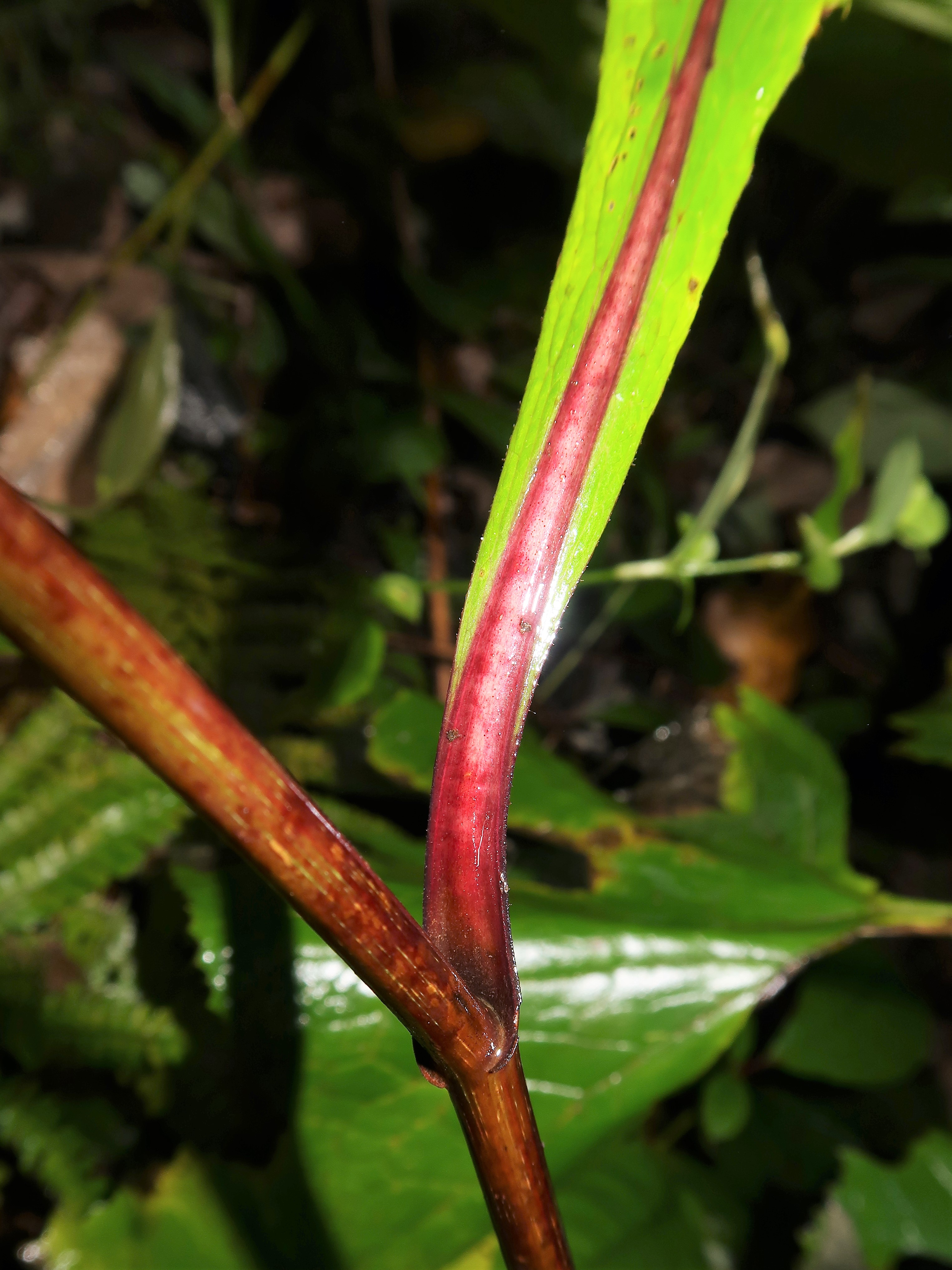
葉柄の翼は発達し、基部は茎を抱く。
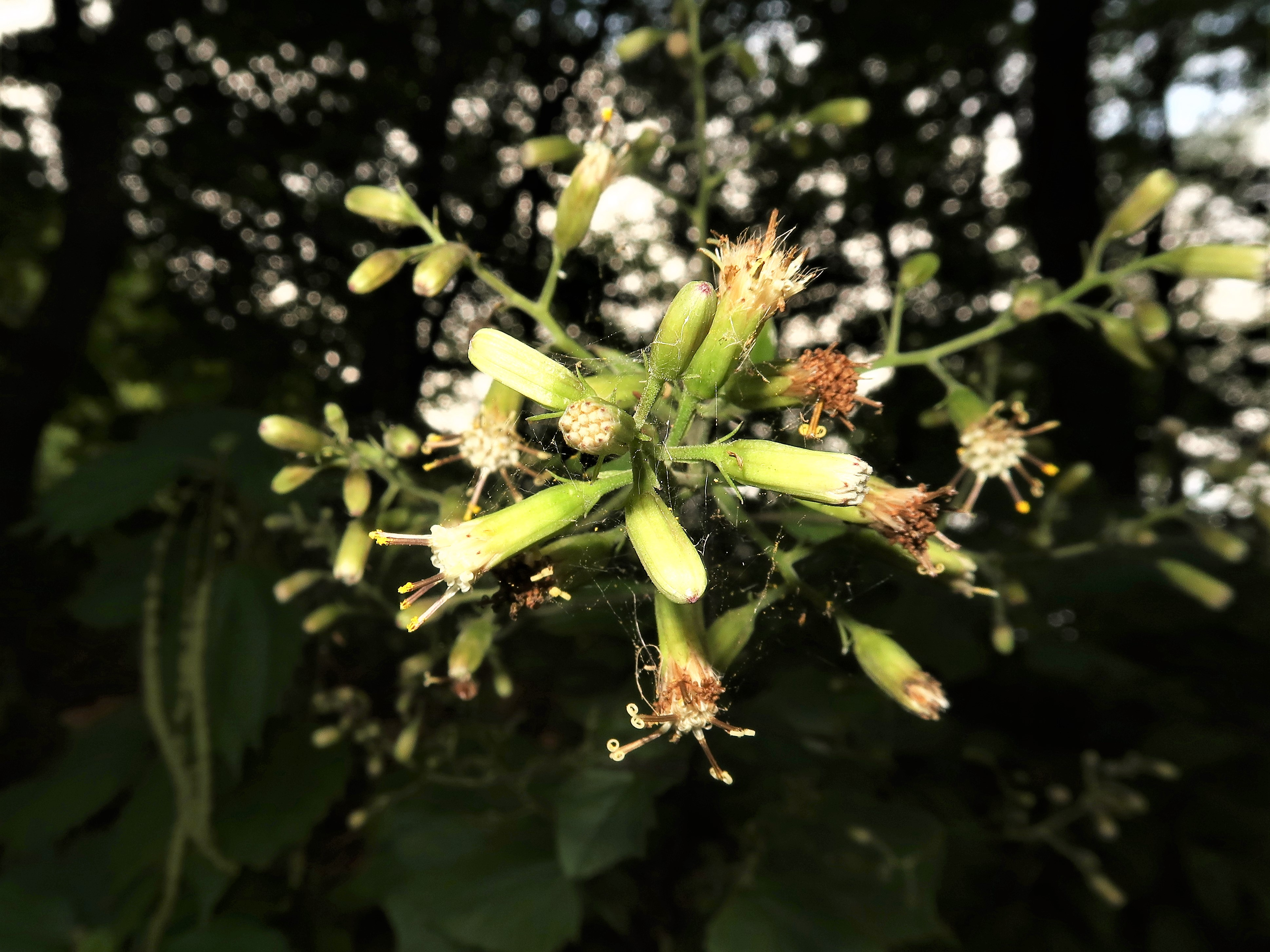
頭花。総苞片は1列で8個ある。